# 盐海子
盐海子，也称达布逊诺尔（盐湖），是一个位于中国内蒙古自治区鄂尔多斯市杭锦旗的湖泊，面积约为23平方千米。